# Luiza Amélia
 Luiza Amélia Souza Polchain Ramos (Fortaleza, 14 de fevereiro de 1974) é uma ex-voleibolista indoor brasileira  e atualmente jogadora de vôlei de praia.

## Carreira
Aos doze anos de idade inicia no voleibol de quadra (indoor) .
Residiu nos Estados Unidos por seis anos e lá jogou pelo time de voleibol da faculdade que cursava.Em 2003 já competia nas areias, quando no Circuito Brasileiro de Vôlei de Praia atuou ao lado de Izabel Cristina Santos na etapa Challenger de Aracajue nesta continuavam com chances entras as finalistas e terminaram na quarta posição e foi vice-campeã no mesmo circuito em Belém e Manaus e terceiras colocadas na etapa de Natal.
A sua estreia no Circuito Mundial de Vôlei de Praia foi no ano de 2004 quando jogava ao lado de Izabel Cristina Santos e não pontuaram no Aberto de Fortaleza.Juntas disputaram a edição do Circuito Brasileiro de Vôlei de Praia de 2004, conquistando os títulos das etapas Challenger  de Belém e Aracaju, ainda  terminaram na terceira colocação na etapa Challenger de Teresina.
Em 2005 passou morar de vez no Brasil e em 2006 disputou com Luciana Hollanda a etapa Challenger de Natal e terminaram com o terceiro posto, ficou inativa a partir de setembro de 2007 devido a gravidez antes atuou com Luciana Hollanda na etapa Challenger de Aracaju e de São Luís, época que ocupavam a décima primeira posição do ranking, ainda disputaram o Satélite de Vaduz pelo Circuito Mundial quando terminaram na quinta colocação.
Após uma pausa. Retornou a modalidade em 2009 e ao lado de Ivanise de Jesus disputou o Circuito Estadual de Vôlei de Praia de 2009terminando com o vice-campeonato na etapa de Natal, desistiram da disputa de terceiro lugar na etapa de Aracaju, finalizando em quartoalém de repetir o posto nas etapas de Maceió, Teresina, Fortaleza e Salvador e com Thati Soares conquistou o terceiro lugar na etapa de João Pessoa.
Com Patrícia Moura disputou o Circuito Brasileiro de Vôlei de Praia Open de 2009 finalizando na vigésima quinta posição na etapa de Santa Maria, depois com Andréa Martins finalizou na décima terceira posição na etapa de Vitória, na sequência voltou a competir com Izabel Cristina Santos quando terminaram na décima terceira posição na etapa de Belém, juntas conquistaram o quinto lugar em Teresina e em Fortaleza, depois terminaram na nona posição em João Pessoa, na décima nona colocação em Recife, na quinta posição nas etapas de Maceió e Salvador.
No Circuito Mundial de Vôlei de Praia de 2010 alcançou o décimo sétimo posto no Aberto de Brasília ao lado de Izabel Cristina Santos; e juntas alcançaram pelo Circuito Brasileiro de Vôlei de Praia deste ano o décimo terceiro lugar nas etapas de Caxias do Sul em Balneário Camboriú, também foram quartas colocadas na etapa de São José dos Campos,décima terceira colocação na etapa de Uberaba>, quinta colocação em Goiânia, novamente ocuparam a décima terceira posição na etapa de Campo Grande;depois com Semírames Marins terminou na nona posição na etapa de Fortaleza, e finaliza em décimo terceiro lugar nas etapas de João Pessoae Maceió, prosseguiu com Neide Sabino quando terminaram na décima terceira posição em Salvador, além do quinto posto na etapa de Vitória e o décimo nono posto na etapa de Búzios.
Formando dupla com Mariana Barros disputou o Circuito Estadual de Vôlei de Praia de 2010 na etapa de Teresinaconquistando o vice-campeonato.
Com Carol Horta conquistou o título da etapa de João Pessoa (PB) pelo Circuito Estadual de Vôlei de Praia de 2011, a quarta colocação na  etapa de Fortaleza e Natal, ainda disputaram a etapa de Cabo de Santo Agostinho  terminando na terceira posiçãoe com Haíssa Rodrigues terminou em terceiro lugar na etapa de São Luís.
Na jornada esportiva de 2011 convida Ágatha Bednarczuk para  formar nova parceria, alcançando a nona posição na etapa de Vitória pelo Circuito Brasileiro de Vôlei de Praia Open de 2011, o mesmo ocorrendo na etapa do Rio de Janeiro, quarta posição na etapa do Guarujá, o décimo segundo posto em Curitiba. a décima colocação em Balneário Camboriú, o décimo primeiro lugar em Santa Maria. depois passou a competir com  Naiana Rodrigues e em Salvador terminaram na décima nona posição , na seuqneic a alcançaram o décimo posto em Aracaju, o décimo sexto posto em Maceió, sexto lugar na etapa de Recife, décimo lugar em João Pessoa.
Compondo dupla ao lado de  Cristine Munhoz Sant'anna disputou o Circuito Brasileiro de Vôlei de Praia Nacional de 2012-13 e alcançaram o quinto lugar na etapa de Olinda, na etapa de Maceió jogou com  Rafaela Fares e com Naiana Rodrigues conquistou o título da etapa de Salvador pelo Circuito Brasileiro Regional de 2013.E ao lado de Semírames Marins alcançou a décima segunda posição na etapa de Maceió pelo Circuito Brasileiro de Vôlei de Praia Open de 2013-14.
Com Luciana Hollanda foi campeã da etapa de Vitória do Circuito Brasileiro Nacional 2013-14e com Semírames Marins
na etapa de João Pessoa.
Disputou a etapa de Rondonópolis pelo Circuito Brasileiro de Vôlei de Praia Challenger de 2014, ocasião que conquistou a quarta posição ao lado de Josimari Alves.Ao lado de Érica Freitas sagrou-se campeã na etapa de Brasília pelo Circuito Brasileiro Nacional de 2014-15 e alcançaram a terceira posição na etapa de Campinas.
Novamente com Luciana Hollanda competiu pelo Circuito Brasileiro Nacional de 2015-16 sagrando-se campeãs na terceira etapa do realizada no Rio de Janeiroe vice-campeãs na etapa de Maringá.Retomou a parceria com Semírames Marins para as disputas do Circuito Brasileiro Nacional de 2016-17 sagrando-se campeãs na etapa de Maringá e vice-campeãs na etapa de Brasília.
Disputou com Luciana Hollanda a etapa de Aracaju do Circuito Brasileiro Challenger de 2016 alcançaram a quarta posição. , também estiveram juntas na  primeira etapa em Campo Grande  do Circuito Brasileiro Open de 2016-17 quando finalizaram na décima terceira posição, depois com Semírames Marins termina na nona posição na etapa de São José, em seguida o décimo terceiro posto em João Pessoa, o nono lugar em Maceió, décimo terceiro lugar na etapa de Aracaju, finalizando na quarta colocação geral.
No Circuito Challenger de 2017 competiu ao lado de Neide Sabino na etapa de Maringá finalizando na quinta colocação..

## Títulos e resultados
- Circuito Brasileiro de Vôlei de Praia:2016-17[74]
- Etapa de Guarujá do Circuito Brasileiro de Vôlei de Praia:2011[47]
- Etapa de São José dos Campos do Circuito Brasileiro de Vôlei de Praia:2010[28]
- Etapa de Maringá do Circuito Brasileiro de Vôlei de Praia Nacional:2016-17[67]
- Etapa de Maringá do Circuito Brasileiro de Vôlei de Praia Nacional:2016-17[67]
- Etapa III do Rio de Janeiro do Circuito Brasileiro de Vôlei de Praia Nacional:2015-16[65]
- Etapa de Brasília do Circuito Brasileiro de Vôlei de Praia Nacional:2014-15[63]
- Etapa de Vitória do Circuito Brasileiro de Vôlei de Praia Nacional:2013-14[60]
- Etapa de Brasília do Circuito Brasileiro de Vôlei de Praia Nacional:2016-17[67]
- Etapa de Maringá do Circuito Brasileiro de Vôlei de Praia Nacional:2015-16[66]
- Etapa de João Pessoa do Circuito Brasileiro de Vôlei de Praia Nacional:2013-14[61]
- Etapa de Campinas do Circuito Brasileiro de Vôlei de Praia Nacional:2014-15[64]
- Etapa Challenger de Aracaju do Circuito Brasileiro de Vôlei de Praia: 2004[9]
- Etapa Challenger de Belém do Circuito Brasileiro de Vôlei de Praia: 2004[7]
- Etapa Challenger de Aracaju do Circuito Brasileiro de Vôlei de Praia:2016[68]
- Etapa Challenger de Manaus do Circuito Brasileiro de Vôlei de Praia: 2003[1]
- Etapa Challenger de Belém do Circuito Brasileiro de Vôlei de Praia: 2003[1]
- Etapa Challenger de Natal do Circuito Brasileiro de Vôlei de Praia:2006[10]
- Etapa Challenger de Teresina do Circuito Brasileiro de Vôlei de Praia:2004[1]
- Etapa Challenger de Natal do Circuito Brasileiro de Vôlei de Praia:2003[5]
- Etapa de Rondonópolis do Circuito Brasileiro de Vôlei de Praia Challenger: 2014[62]
- Etapa Challenger de Aracaju do Circuito Brasileiro de Vôlei de Praia: 2003[4]
- Etapa do Rio Grande do Norte do Circuito Estadual de Vôlei de Praia:2009[14]
- Etapa da Bahia do Circuito Estadual Regional de Vôlei de Praia:2013[58]
- Etapa da Paraíba do Circuito Estadual de Vôlei de Praia:2011[39]
- Etapa da Paraíba do Circuito Estadual de Vôlei de Praia:2011[39]
- Etapa de Piauí do Circuito Estadual de Vôlei de Praia:2010[1]
- Etapa da Bahia do Circuito Estadual de Vôlei de Praia:2009[1]
- Etapa do Ceará do Circuito Estadual de Vôlei de Praia:2009[1]
- Etapa de Piauí do Circuito Estadual de Vôlei de Praia:2009[1]
- Etapa de Alagoas do Circuito Estadual de Vôlei de Praia:2009[1]
- Etapa da Maranhão do Circuito Estadual de Vôlei de Praia:2011[43]
- Etapa da Pernambuco do Circuito Estadual de Vôlei de Praia:2011[1]
- Etapa da Paraíba do Circuito Estadual de Vôlei de Praia:2009[1][16]
- Etapa do Ceará do Circuito Estadual de Vôlei de Praia:2011[40]
- Etapa do Rio Grande do Norte do Circuito Estadual de Vôlei de Praia:2011[41]
- Etapa de Sergipe do Circuito Estadual de Vôlei de Praia:2009[15]